# Cedarville (Washington, Whatcom megye)
Cedarville az Amerikai Egyesült Államok északnyugati részén, Washington állam Whatcom megyéjében elhelyezkedő önkormányzat nélküli település.
A település nevét a Cedarville Shingle Companyről kapta.

## Fordítás
- Ez a szócikk részben vagy egészben  a   Cedarville, Whatcom County, Washington című angol Wikipédia-szócikk ezen változatának fordításán alapul.  Az eredeti cikk szerkesztőit annak laptörténete sorolja fel. Ez a jelzés csupán a megfogalmazás eredetét és a szerzői jogokat jelzi, nem szolgál a cikkben szereplő információk forrásmegjelöléseként.